# 5986 Ксенофонт
5986 Ксенофонт (5986 Xenophon) — астероїд головного поясу, відкритий 2 жовтня 1969 року.
Тіссеранів параметр щодо Юпітера — 3,523.
Названо на честь Ксенофонта (грец. Ξενοφώντος) (до 430 — бл. 355 до н. е.), давньогрецького історика, письменника, політичного та військового діяча; учня Сократа.